# Bo Lindman
Bo Lindman (n. 8 februarie 1899, Stockholm, Suedia-Norvegia – d. 30 iulie 1992, Stockholm, Suedia) a fost un scrimer care a reprezentat Suedia, medaliat olimpic. A participat la 3 ediții ale Jocurilor Olimpice (1924, 1928, 1932) în care a câștigat o medalie de aur și două medalii de argint.